# Lardero
Lardero é um município da Espanha 
na província e comunidade autónoma de La Rioja, de área 20,36 km² com população de 7378 habitantes (2007) e densidade populacional de 276,02 hab/km².

## Demografia
| Variação demográfica do município entre 1991 e 2004 | Variação demográfica do município entre 1991 e 2004 | Variação demográfica do município entre 1991 e 2004 | Variação demográfica do município entre 1991 e 2004 |
| --------------------------------------------------- | --------------------------------------------------- | --------------------------------------------------- | --------------------------------------------------- |
| 1991                                                | 1996                                                | 2001                                                | 2004                                                |
| 3016                                                | 3729                                                | 4198                                                | 5628                                                |